# José Vizcaíno
José Luis Vizcaíno Pimental (nacido el 26 de marzo de 1968 en San Cristóbal) es un ex infielder dominicano que jugó en la Liga Mayor de Béisbol. Se desempeñó como un jugador de apoyo la mayor parte de su carrera en Grandes Ligas. En 1993, jugó un papel importante con los Cachorros de Chicago, teniendo 551 turnos al bate y estando en el noveno lugar en la Liga Nacional con 131 hits, así como segundo en la Liga Nacional con 9 flies de sacrificio. Terminó entre los diez primeros en hits en otras dos ocasiones en su carrera: En quinto lugar en 1995 en la Liga Nacional y décimo en 1997 en la Liga Nacional nuevamente como miembro de los Gigantes de San Francisco. En 1994, se ganó el puesto de campocorto titular de los Mets de Nueva York.
Vizcaíno Fue un valioso apoyo para los Astros de Houston. Durante la temporada de 2004, jugó la mayor parte del tiempo en el campocorto para los Astros, así como en la mayor parte de los playoffs, ya que su torpedero oficial Adam Everett había salido con una muñeca rota.
Es también conocido por un hit que bateó el 21 de octubre de 2000, en el Juego 1 de la Serie Mundial como miembro de los Yankees de Nueva York. En la parte baja del inning 12 del juego más largo en la historia de la serie, Vizcaíno bateó el hit de la victoria. Años más tarde, en el Juego 2 de la Serie Mundial de 2005 (jugando para los Astros de Houston contra los Medias Blancas de Chicago) estuvo a punto de repetir la hazaña cuando bateó un sencillo de dos carreras con dos outs en la novena entrada para empatar el juego. Sin embargo, los Astros perdieron cuando Scott Podsednik de Chicago bateó un jonrón en la parte inferior de la entrada y eclipsó el batazó heroico de Vizcaíno. Vizcaíno más tarde jugaría en el juego de la Serie Mundial que rompió el récord de ser el juego más largo en la historia de la serie el 25 de octubre de 2005, (Juego 3 contra los Medias Blancas).
Houston no le hizo ninguna oferta tras la temporada de 2005. Más tarde firmó un contrato por un año con los Gigantes de San Francisco, quienes designa al lanzador Brian Burres para su asignación y así dar cabida a Vizcaíno en el roster. El 14 de agosto de 2006, Vizcaíno también fue designado para asignación por los Gigantes. El 23 de agosto de 2006, Vizcaíno firmó un contrato con los Cardenales de San Luis para el resto de la temporada 2006 como reemplazo del lesionado parador en corto David Eckstein.
Vizcaíno, Darryl Strawberry, y Ricky Ledée son los únicos jugadores de Grandes Ligas que han jugado para los cuatro equipos Yankees de Nueva York, Mets de Nueva York, Dodgers de Los Ángeles y Gigantes de San Francisco.
Actualmente trabaja en la oficina de los Dodgers de Los Ángeles como Asistente Especial de Operaciones de Béisbol (Special Assistant of Baseball Operations).